# 王仕福
王仕福（1901年12月12日—1985年8月25日），世界職業棒球生涯全壘打紀錄保持人王貞治的父親，原籍中華民國浙江省青田縣四都，移居日本，但一直保留中國國籍（早年中華民國籍、晚年為方便探親改為中華人民共和國籍）。

## 生平
1922年和友人首次到日本，1923年因日本發生關東大地震及一些因素，被日本政府強制遣返中國。1925年因家鄉生活困苦，三餐無以為繼，不得已再偷渡日本討生活。之後，認識富山縣出身的當住登美，但因女方家族反對，兩人直到1927年才結婚。婚後共育有2男3女，並在東京府南葛飾郡吾嬬町西（今東京都墨田區八廣）等地經營拉麵店「五十番」。
王仕福出生在四都農村，加上未受教育，因此期望長子王鐵城成為醫生、次子王貞治成為電力工程師，並且將來能回到中國為故鄉服務。由於王貞治是么子，備受寵愛，因而養成嬌生慣養而且喜歡調皮搗蛋的個性，讓雙親相當頭痛。王仕福為了消秏王貞治過旺的精力，於是接受友人建議，讓王貞治跟著王鐵城打棒球。在王鐵城引導接觸棒球之後，王貞治也以優異的表現證明在棒球上的天份，漸漸被王仕福接受並默許他打棒球，王仕福甚至從完全不懂棒球的門外漢變成棒球迷，經常偕同妻子觀看王貞治的比賽。1977年9月23日，王貞治擊出第756支全壘打，超越美國職棒大聯盟漢克·阿倫生涯755支的全壘打紀錄，成為世界全壘打王時，王仕福和妻子在慶祝儀式中接受王貞治的獻花。
長期居住在日本的王仕福，除了曾捐錢和資源給故鄉外，一直堅持不入日本籍，原持中華民國護照，並以中華民國護照進出GHQ，晚年因返鄉探親的實際需求，改持中華人民共和國護照，其子女一直持有中華民國護照。王仕福的晚年大都在病床上度過，1985年8月25日因肺炎逝世，享壽84歲。

## 家庭
- 父：王銀雄
- 母：太婆[4]
- 妻：王登美（舊姓「當住」）
- 長子：王鐵城
- 長女：王幸江
- 次女：王順子
- 么女：王廣子
- 么子：王貞治